# Andrea Costa Imola 2022
L'Andrea Costa Imola 2022 è una società di pallacanestro di Imola, con sede a Casalfiumanese.

## Storia
La società nasce il 4 ottobre 1967 dall’idea di un gruppo di amici appassionati di pallacanestro: Andrea Bandini, Franco Marabini, Gianni Mita, Rino Ramenghi, Carlo Sembianti e Gianni Zappi.
Il primo campo da gioco è la palestra comunale delle Scuole Carducci, situata in piazza Savonarola.
L’Andrea Costa inizia il suo percorso nel campionato di Prima Divisione, per poi passare immediatamente alla Promozione regionale, dove milita fino alla stagione 1980-81, al termine della quale ottiene un nuovo salto di categoria.
Nel campionato 1981-82 disputa un’unica stagione in Serie D, venendo poi promossa in Serie C2, dove rimane dal 1982 al 1986.
Nel 1986 conquista il campionato dominando la stagione, rimanendo imbattuta, unica società in Italia a riuscirci, e guadagnando così la promozione in Serie B2.
La crescita dell’Andrea Costa Basket è vertiginosa: nella stagione 1986-87, da neopromossa, vince il campionato di Serie B2 e conquista l’accesso alla Serie B1, il massimo livello del campionato dilettantistico italiano.
In questa categoria si disputano anche quelli che, fino al 2022, sono stati gli unici due derby contro la Virtus Imola, entrambi vinti dai biancorossi.
Dopo quella stagione, l’Andrea Costa rimane stabilmente in Serie B1 per otto anni, anche grazie al ripescaggio ottenuto al termine dell’annata 1990-91, che le consente di evitare la retrocessione in B2.

Paolo Bortolon

Al termine del campionato 1994-95, i romagnoli, allenati da Gianni Zappi, figura storica presente fin dal 1967 e colonna portante dell’Andrea Costa, rimasto nel club fino al maggio 2021 dopo ben 54 anni ininterrotti e con Loris Barbiero nel ruolo di playmaker, si qualificano per lo spareggio promozione contro la Virtus Ragusa.
In palio c’è l’unico posto disponibile per salire in Serie A2. Settecento tifosi seguono la squadra fino a Caserta, sede neutra della sfida.
Il 28 maggio 1995, con una vittoria sofferta per 86-85, l’Andrea Costa conquista una storica promozione in Serie A2.
Il passaggio di categoria comporta l’abbandono del PalaRuggi, non omologato per la Serie A2. Per permettere alla squadra di disputare le partite nella nuova categoria, viene costruita una tendostruttura omologata per la seconda serie nazionale, situata nella zona dell’autodromo.
Sotto la guida di Gian Piero Domenicali, la base societaria si amplia da cinque a quattordici soci, i quali si impegnano a costruire una squadra competitiva, capace di mantenere la categoria.
Viene confermato l’allenatore della promozione, Gianni Zappi, e ingaggiato Bill Jones, il primo giocatore americano nella storia del club.
La squadra non solo riesce a salvarsi, ma raggiunge anche il primo turno dei play-off.
Nella stagione 1996-97, il nuovo allenatore dell’Andrea Costa Imola è Francesco Vitucci, fresco vincitore del campionato di Serie A2 con la Reyer Venezia. L’obiettivo della società, migliorare il decimo posto dell’anno precedente, viene pienamente centrato con la conquista del sesto posto in classifica.
Nel 1997-98, il presidente Gian Piero Domenicali propone un ambizioso progetto quadriennale per raggiungere la Serie A1. Viene definito un programma finanziario più solido, che consente all’Andrea Costa di portare a Imola giocatori di alto livello come Steve Burtt, Cristiano Fazzi, Damiano Faggiano e Roberto Feliciangeli.
La squadra chiude la stagione regolare al quarto posto, dietro Don Bosco Livorno, Trieste e Gorizia. Nei play-off, l’Andrea Costa elimina Montecatini con un combattuto 3-2, approdando alla finale contro la favorita Livorno.
Dopo aver perso di misura gara 1 a Livorno, pareggia la serie al Palatenda, espugna il palasport labronico e chiude i conti il 28 maggio 1998, sempre al Palatenda, conquistando una storica promozione in Serie A1. 
Il quintetto base di quella stagione indimenticabile era composto da Fazzi, Bortolon, Burtt, Jones e Pietrini.
Con la promozione in Serie A1, riemerge il problema dell’impianto sportivo: la tendostruttura non è omologata per la massima serie.
La società trova una soluzione raggiungendo un accordo con la città di Faenza, che dispone del PalaCattani, già omologato per la Serie A1. Vi gioca infatti la squadra cittadina di pallacanestro femminile, anch’essa militante nella massima categoria.

Esposito durante la prima parentesi imolese

La stagione 1998-99 segna l’arrivo di Vincenzo Esposito. Al suo primo anno in biancorosso, prende le redini della squadra e la guida fino ai play-off. L’Andrea Costa, nona al termine della stagione regolare, supera Cantù (ottava) e affronta la Fortitudo Bologna nei quarti di finale. Dopo la sconfitta in gara 1, i biancorossi riescono a battere i forti bolognesi in gara 2 (71-69), ottenendo quella che rimane la vittoria più eclatante della stagione. Tuttavia, la serie, al meglio delle cinque partite, si chiude 3-1 a favore dei felsinei. 
Per altre tre stagioni, l’Andrea Costa si confronta con il meglio della pallacanestro italiana. Sotto la guida dell’esperto Francesco Vitucci, partecipa ai play-off scudetto anche nel 2000 e ottiene due prestigiose qualificazioni alle coppe europee: la (Coppa Korać 1999-2000 e Coppa Saporta 2000-2001).
Nel frattempo, Esposito si impone come miglior realizzatore per media punti dell’intero campionato in ciascuna delle sue tre stagioni imolesi, con medie di 24,5, 30,9 e 28,0 punti a partita.
Nel giugno 2001, Vitucci lascia la panchina. Al termine della stagione successiva, l’Andrea Costa retrocede in Legadue dopo la sconfitta esterna all’ultima giornata sul campo dell’Olimpia Milano, diretta concorrente per la salvezza.
Il decennio 2001-2010 è avaro di soddisfazioni per i colori biancorossi. L’Andrea Costa riesce a qualificarsi ai play-off solo in due occasioni: nel 2003 e nel 2006, venendo eliminata in entrambi i casi ai quarti di finale.
Nel 2007 e nel 2009, la squadra evita la retrocessione grazie al fallimento di una delle società concorrenti, riuscendo così a mantenere la categoria.
A partire dalla stagione 2012-13, dopo quattordici anni di esilio al PalaCattani di Faenza, l’Andrea Costa torna finalmente a giocare a Imola.
Questo ritorno è reso possibile dall’abbassamento dei requisiti minimi imposti dalla Lega (da 2.500 a 2.000 posti) e dai lavori di restyling che hanno aumentato la capienza del PalaRuggi. 
La stagione si conclude con una nuova retrocessione evitata grazie al ripescaggio in Serie A2.
Seguono diverse annate caratterizzate da piazzamenti di centro-bassa classifica, fatta eccezione per la stagione 2015-16, chiusa con un brillante quarto posto in regular season e l’accesso ai quarti di finale dei play-off.
L’11 giugno 2020, l’assemblea dei soci delibera l’autoretrocessione del club in Serie B per motivi economici.
Due anni più tardi, a causa della situazione debitoria, la società si iscrive con un nuovo codice FIP e una nuova denominazione: non più Andrea Costa Imola Basket, bensì Andrea Costa Imola 2022.
Nella stagione 2022-23, caratterizzata da una formula particolare che prevede un play-in per la salvezza tra le squadre classificate dal 5° al 12° posto, i biancorossi chiudono la regular season all’ottavo posto. Perdono poi 0-3 lo scontro salvezza contro Fiorenzuola, ma vengono ripescati per coprire il posto vacante lasciato dall’Eurobasket Roma. 
Nell’annata successiva, nonostante il ritorno di un coach “fuori categoria” come Emanuele Di Paolantonio, l’Andrea Costa viene indicata dagli addetti ai lavori come sicura retrocessa in Serie B Interregionale. Il risultato finale, però, è ben diverso: grazie al sorprendente Lukas Aukstikalnis, al miglior Nunzio Corcelli della carriera e a una straordinaria chimica di squadra, il team raggiunge i play-off, uscendo al primo turno contro la corazzata Pielle Livorno.
Nella stagione 2024-25, la squadra, guidata prima da Matteo Angori e poi da Federico Vecchi, ottiene la salvezza con una giornata d’anticipo.

## Roster 2025-2026
Aggiornato al 5 agosto 2025.
| Andrea Costa Imola 2025-2026 | Andrea Costa Imola 2025-2026 |
| Giocatori                    | Staff tecnico                |
| ---------------------------- | ---------------------------- |

| N. | Naz.                | Ruolo | Nome                | Anno | Alt.   | Peso   |  |
| -- | ------------------- | ----- | ------------------- | ---- | ------ | ------ |  |
| 0  | Lituania (bandiera) | G     | Tautvydas Kupstas   | 2000 | 192 cm | 83 kg  |  |
| 1  | Italia (bandiera)   | G     | Roberto Chessari    | 2000 | 195 cm | 81 kg  |  |
| 5  | Camerun (bandiera)  | C     | Georges Tamani      | 2002 | 198 cm | 95 kg  |  |
| 7  | Italia (bandiera)   | A     | Niccolò Moffa       | 1999 | 200 cm | 84 kg  |  |
| 11 | Italia (bandiera)   | C     | Giacomo Filippini   | 1991 | 204 cm | 98 kg  |  |
| 13 | Italia (bandiera)   | A     | Loris Gozo          | 2002 | 196 cm | 90 kg  |  |
| 20 | Italia (bandiera)   | A     | Davide Raucci       | 1990 | 197 cm | 104 kg |  |
| 22 | Italia (bandiera)   | P     | Giacomo Sanguinetti | 1990 | 181 cm | 83 kg  |  |
| 31 | Italia (bandiera)   | A     | Tommaso Gatto       | 1996 | 205 cm | 99 kg  |  |
| 55 | Italia (bandiera)   | G     | Vittorio Zedda      | 2004 | 194 cm | 81 kg  |  |

| Allenatore                                                                                           |
| - Luca Dalmonte                                                                                      |
| Assistente/i                                                                                         |
| - Vincenzo Virgallita - Lorenzo Castelli Legenda - (C) Capitano - (IN) Inattivo - Infortunato Roster |

## Staff
- Allenatore: Luca Dalmonte
- Assistente: Vincenzo Virgallita
- Assistente: Lorenzo Castelli

- Presidente:
- General Manager:
- Direttore sportivo:
- Amministratore Delegato:
- Team Manager:

## Presidenti
- Rino Ramenghi (1967-1970)
- Andrea Bandini (1970-1976)
- Franco Cremonini (1976-1990)
- Gian Piero Domenicali (1990-2002)
- Andrea Fanti (2002-2004)
- Alberto Bordini (2004-2013)
- Gian Piero Domenicali (2013-2022)[10]
- Alessandro Domenicali (2022-)

## Statistiche individuali
- 296  Paolo Bortolon
- 241  Giorgio Treviani
- 240  Roberto Ravaglia
- 235  Jader Querzè
- 195  Francesco Foiera
- 186  Patricio Prato
- 185  Luca Sonego
- 176  Marco Cavicchioli
- 173  Cristiano Fazzi
- 170  Carlo Marchi
- 170  Alberto Pietrini
- 169  Marco Sgorbati
- 166  Andrea Plazzi
- 155  Vincenzo Esposito
- 153  Franco Iacono
- 153  Guido Vettore
- 150  Roberto Lanzoni
- 149  Marco Sabattani
- 147  Luca Fazzi
- 145  Nicola Giacometti

- 4.717  Paolo Bortolon
- 4.269  Roberto Ravaglia
- 4.061  Jader Querzè
- 4.030  Vincenzo Esposito
- 2.642  Carlo Marchi
- 2.344  Bill Jones
- 2.094  Marco Cavicchioli
- 2.072  Patricio Prato
- 1.841  Giorgio Treviani
- 1.677  Trent Whiting
- 1.426  Marco Sgorbati
- 1.345  Gino Arcangeli
- 1.312  Renzo Pasquali
- 1.310  Cristiano Fazzi
- 1.297  Francesco Foiera
- 1.258  Roberto Lanzoni
- 1.221  Rolardo Betti
- 1.189  Claudio Grasso
- 1.184  Michael Taylor Hicks
- 1.171  Marco Sabattani

## Main Sponsors
- 1976-78 - Saviem
- 1978-79 - Si.Ca.M
- 1979-80 - Mangimi Paroli
- 1980-81 - Caffe Bahia
- 1981-85 - Elettronica Santerno
- 1985-88 - Fanti
- 1988-91 - Benati
- 1991-93 - Centro Leonardo
- 1993-95 - Fanti

- 1995-98 - Casetti
- 1998-99 - Termal
- 1999-01 - Lineltex
- 2001-02 - Fillattice
- 2002-03 - Esseti
- 2005-07 - Zarotti
- 2007-14 - Aget Service
- 2018-20 - Le Naturelle
- 2024- - UP Lavoro